# Ea Huar
Ea Huar là một xã thuộc huyện Buôn Đôn, tỉnh Đắk Lắk, Việt Nam.

## Địa lý
Xã Ea Huar nằm ở phía tây bắc của huyện Buôn Đôn, cách trung tâm huyện khoảng 10 km, có vị trí địa lý:
- Phía đông giáp huyện Cư M'gar
- Phía tây và phía bắc giáp xã Krông Na
- Phía nam giáp xã Ea Wer.

Xã Ea Huar có diện tích 45,91 km², dân số năm 1999 là 2.255 người, mật độ dân số đạt 49 người/km².

## Hành chính
Xã Ea Huar được chia thành 4 thôn: 4, 6, 7, 8 và 3 buôn: Nà Xược, Ndrếch, Jăng Pông.

## Lịch sử
Năm 1993, Chính phủ ban hành Nghị định số 73-CP về việc thành lập xã Ea Huar trên cơ sở một phần diện tích và dân số của xã Krông Na.
Ngày 7 tháng 10 năm 1995, Chính phủ ban hành Nghị định số 61-CP về việc chuyển xã Ea Huar thuộc huyện Ea Súp về huyện Buôn Đôn mới thành lập quản lý.
Ngày 13 tháng 8 năm 2021, HĐND tỉnh Đắk Lắk ban hành Nghị quyết số 35/NQ-HĐND về việc sáp nhập buôn Ndrếch A và buôn Ndrếch B thành buôn Ndrếck.
Ngày 20 tháng 12 năm 2021, HĐND tỉnh Đắk Lắk ban hành Nghị quyết số 42/NQ-HĐND về việc sáp nhập thôn 5 vào buôn Nà Xược.